# Fetih 1453
Fetih 1453 er en tyrkisk historisk film fra 2012 omhandlende osmannernes erobring af Konstantinopel med den unge Sultan Mehmed II i spidsen. Filmen er instrueret af Faruk Aksoy.